# Francesco Primaticcio

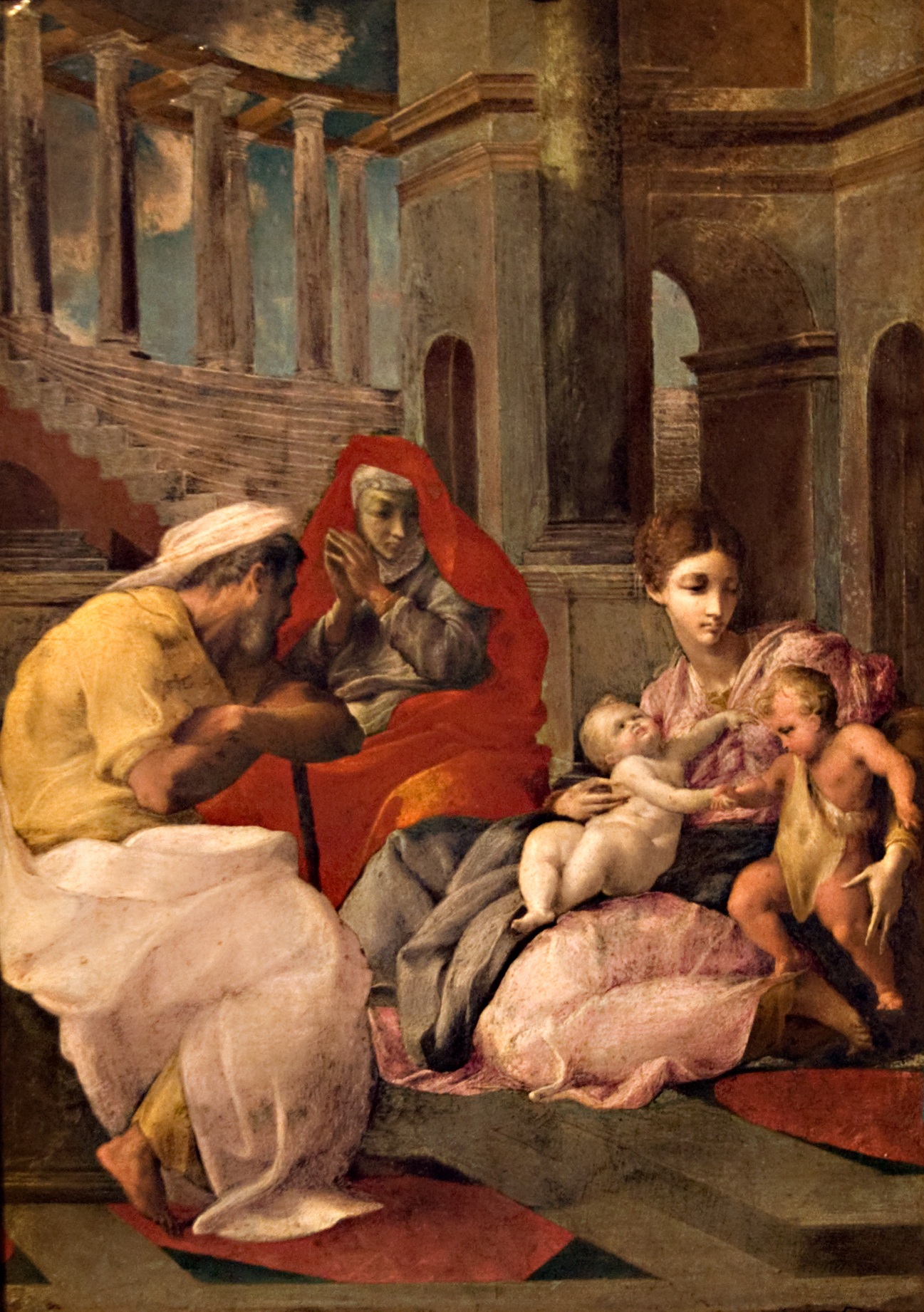
Den heliga Familjen med Sankta Elisabet och Johannes Döparen.

Francesco Primaticcio, född 30 april 1505 i Bologna, död 1570 i Paris, var en italiensk målare. skulptör och arkitekt, verksam i Frankrike.

## Biografi
Primaticcio var lärjunge först till Innocenzo da Imola, därefter till Giulio Romano och medverkade i dennes dekorerande av Palazzo del Tè i Mantua. Han kallades av Frans I 1532 till Frankrike för att delta i utsmyckandet av slottet i Fontainebleau tillsammans med Rosso Fiorentino. Balsalen i Fontainebleau är Primaticcios mest omfattande arbete där. Han verkade även som arkitekt, och lämnade ritningar till vissa delar av slotten Fontainebleau och Saint Germain och ritade även planen till Huset Valois gravkor i Klosterkyrkan Saint-Denis. 
Även inom skulpturen har han utövat stort inflytande, och den franske skulptören Germain Pilon ansluter helt till hans stil. Under en resa i Italien inköpte han för franske kungens räkning dels antika originalskulpturer, dels gipsavgjutningar efter berömda klassiska skulpturer, vilka användes för gjutande av präktiga bronser. Han skyddades mot Benvenuto Cellinis intriger av Anne de Pisseleu d'Heilly. 
År 1559 blev han överintendent för de kungliga byggnaderna. Som en sann renässanskonstnär sysslade Primaticcio även med dekorationsmåleri, skapande av konstindustriella förlagor, guldsmide, möbeldesign, ornamentering, porträttmåleri med mera. 
På Nationalmuseum i Stockholm finns ett antal teckningar tänkta som förlagor till maskspelskostymer av Primaticcios hand.